# Musées nationaux récupération
Pour les articles homonymes, voir MNR.
Les Musées nationaux récupération (MNR) désignent les œuvres d'art - peintures, dessins, sculptures, objets d'art - provenant du pillage culturel commis par les Allemands pendant l'occupation et inscrites, à l'issue des opérations de récupération artistique (1945-1950), sur un inventaire spécifique - strictement distinct de l'inventaire des collections nationales (RF). Une partie de ces œuvres provient des spoliations antisémites commises par les nazis, notamment par les services Einsatzstab Reichsleiter Rosenberg ou Möbel-Aktion. Les MNR provenant de spoliations sont restituables à leurs légitimes propriétaires.  
Ces œuvres ont la particularité : 
1. d'avoir été pillées par les Allemands sur le sol français pendant l'Occupation, soit qu'elles proviennent de spoliations antisémites ou de vols commis à l'encontre de particuliers non juifs, soit qu'elles ont été achetées librement sur le marché de l'art français avec des fonds supposés provenir de l'indemnité d'occupation versée par l'État aux vainqueurs allemands aux termes de la convention d'armistice,
2. d'avoir été localisées en territoire étranger puis rapatriées en France par les services chargés des opérations de récupération artistique,
3. de ne pas avoir été réclamées par leurs propriétaires légitimes pour le cas où elles auraient été spoliées,
4. d'avoir été sélectionnées pour leur valeur artistique parmi les œuvres non réclamées (les autres étant vendues en ventes publiques par l'administration des Domaines),
5. d'avoir été confiées par l'Office des biens et intérêts privés du ministère des Affaires étrangères, sous la tutelle duquel elles étaient placées en tant que biens privés français prélevés par l'ennemi, à la garde des musées de France dans l'attente d'être restituées à leurs légitimes propriétaires en cas de spoliation[1],[2],[3],[4],[5].

Ces œuvres, au nombre d'environ 2 000, sont conservées au musée du Louvre, au musée d'Orsay, au musée national d'Art moderne et dans certains musées de province.

## Description
D'après les réclamations des victimes faites après-guerre, on estime qu'au moins 100 000 œuvres d'art ont été pillées par l'occupant et sorties du territoire. 40 000 n'ont pas été retrouvées, soit qu'elles ont été détruites, soit qu'elles ont été cachées après-guerre. 60 000 ont été retrouvées et rapatriées en France. La plupart d'entre elles ont été réclamées et restituées à leurs propriétaires (ou à leurs ayants droit) spoliés. Parmi les œuvres non réclamées, celles de moindre valeur ont été vendues par les Domaines, tandis que d'autres étaient confiées à la garde des musées nationaux. Ce sont elles qui constituent ce qu'on appelle les MNR, « Musées nationaux récupération », en faisant l'amalgame entre les œuvres et l'inventaire sur lequel elles sont inscrites.  
L'ensemble de ces œuvres sont au nombre d'environ 2 000, la plupart conservées au musée du Louvre. Sur le plan juridique, ces œuvres n'appartiennent pas à l’État qui n'en est que détenteur provisoire. Elles ne font donc pas partie des collections publiques des musées de France et ne sont pas répertoriées non plus dans la base Joconde des collections nationales. En revanche, elles sont dûment documentés et illustrées dans la base Atlas du Louvre. 
Un catalogue spécifique, portant le nom de Rose Valland, le catalogue des MNR, décrit les œuvres et leur localisation ; il est consultable en ligne.

## Saisies
Dès le début de l'occupation, l'ambassade d'Allemagne à Paris, et son représentant, Otto Abetz, sous prétexte de « mise en sécurité », organise des saisies importantes. En septembre 1940, la responsabilité de la mise en sécurité des œuvres est confiée au Einsatzstab Reichsleiter Rosenberg (ERR), organisme qui, à partir de juillet 1940, est chargé de la confiscation des biens culturels juifs et francs-maçons dans tous les territoires occupés par le Troisième Reich. En France, des locaux sont occupés d'abord au Louvre, puis au Jeu de Paume qui est mis à la disposition de l'ERR en novembre 1940. C'est là que Goering venait souvent en visite.
Après catalogage, les objets confisqués repartaient pour le Louvre où ils étaient mis en caisse avant d'être expédiés. Entre avril 1941 et juillet 1944, l'ERR envoya en Allemagne 138 wagons contenant 4 174 caisses, soit environ 22 000 lots.
La spoliation et la sortie de biens culturels hors du territoire national par l'ennemi ont été considérées par les Alliés comme un pillage du patrimoine national et une attaque contre le droit de propriété. Les transferts et trafics de biens ont été considérés comme nuls, « que de tels transferts ou trafics aient revêtu la forme, soit d’un pillage manifeste, soit de transactions en apparence légale, même si lesdits transferts ou trafics sont présentés comme ayant été effectués sans contrainte » (Déclaration des Alliés, Londres, 5 janvier 1943, traduite en droit interne dans les ordonnances du 12 novembre 1943, 14 novembre 1944, 2 février, 21 avril et 9 juin 1945).

## Récupération artistique
La récupération artistique désigne les opérations conduites après la guerre en vue de rapatrier et de restituer à leurs légitimes propriétaires ces biens prélevés par l’ennemi pendant l’occupation. Ces opérations ont été conduites par des services ad hoc : 
- Commission de récupération artistique (localisée à Paris)
- Service de remise en place des œuvres d'art (localisé en Zone française d'occupation en Allemagne, secteur de Berlin)
- division Réparations-restitutions (localisée en Zone française d'occupation en Allemagne et en Autriche)
- Bureau central des restitutions (localisé en Zone française d'occupation en Allemagne)
- Bureau d'investigation artistique (localisé en Zone française d'occupation en Allemagne)

Les caisses d’œuvres d’art récupérées par les services alliés (Monuments Mens) ou par les services français sont rassemblées dans des dépôts provisoires appelés les « collecting points » : Düsseldorf en zone britannique, Baden-Baden en zone française, et surtout Munich (Munich Central Collecting Point) et Wiesbaden en zone américaine. Historiens, historiens de l’art et experts orientent les œuvres vers leurs pays d’origine, autant que possible.
Rose Valland (1898-1980), conservatrice de musée au Jeu de Paume, a joué un rôle décisif dans le sauvetage et la récupération des œuvres d'art spoliés pendant l'Occupation. À l'automne 1944, elle communique aux Alliés les noms des dépôts allemands et autrichiens (Alt-Aussee, Buxheim, Neuschwanstein-Füssen, Nikolsburg, etc.) afin d'éviter les bombardements, de les sécuriser et de faciliter la récupération des œuvres. Elle est ensuite envoyée en Allemagne pour diriger le Service de remise en place des œuvres d'art jusqu'en 1952. Rentrée en France, elle monta et dirigea le Service de protection des œuvres d'art (SPOA), continuant à suivre les enquêtes et demandes d'indemnisation de victimes de spoliations. 
Les archives des services français de récupération artistique, comprenant les archives personnelles et de travail de Rose Valland, sont conservées au Centre des archives diplomatiques de la Courneuve.

## Différents inventaires: MNR, OAR, REC, etc.
Le décret du 30 septembre 1949 qui met fin à la commission de récupération artistique oblige l'administration des musées à créer un inventaire spécifique sur lequel seront inscrites les œuvres sélectionnées par les commissions de choix, puis confiées par l'OBIP à la garde des musées. Les musées décident de les inventorier sous le sigle R de "récupération".
Les 2 143 œuvres sélectionnées par les commissions de choix sont exposées et inscrites sur les inventaires "récupération" mis à disposition des personnes spoliées. Entre 1950 et 1954, elles sont présentées au public au musée national du Château de Compiègne. Ensuite, elles sont déposées dans les musées du territoire français. Le musée du Louvre à lui seul abrite 1 752 œuvres MNR dans ses murs, dont 807 tableaux MNR : 296 sont conservés sur place tandis que les autres ont été déposés dans différents musées de France comme le musée de la Révolution française. Le numéro d'inventaire doit comporter le R de récupération, chaque musée étant libre de créer son propre sigle.  
Les sigles des objets au Louvre sont :
- ER : Antiquités égyptiennes Récupération
- AGRR : 	Antiquités gréco-romaines Récupération
- AOR : 	Antiquités orientales Récupération
- REC : 	Récupération Arts graphiques anciens
- OAR : 	Objets d'art anciens Récupération
- MNR : 	Peintures anciennes et XIXe siècle Récupération
- RFR : 	Sculptures Récupération

Les sigles au Musée national d'art moderne sont : 
- R n° P* : Récupération Peintures modernes
- R n° OA* : Récupération Objets d'art modernes
- R n° D* : Récupération Dessins modernes
- R n° S* : Récupération Sculptures modernes

Le musée du Louvre a consacré en 2017 deux nouvelles salles pour présenter 31 tableaux de la récupération artistique (MNR) qui s'ajoutent aux 76 tableaux présentés dans le parcours permanent du musée, accompagnés d’une mention spécifique signalant leur origine.

Quelques tableaux MNR
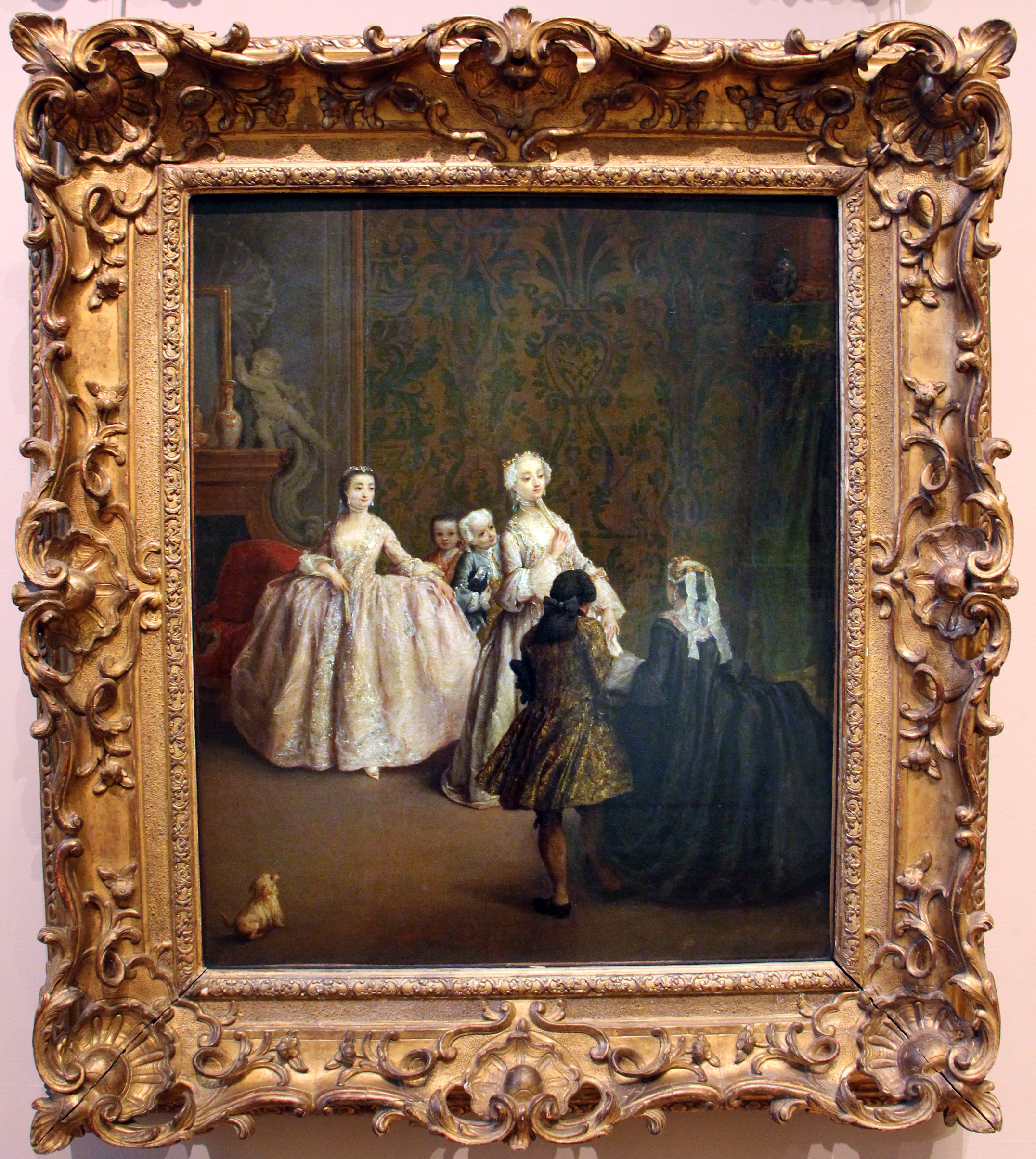
Pietro Longhi, Présentation, Louvre MNR 562
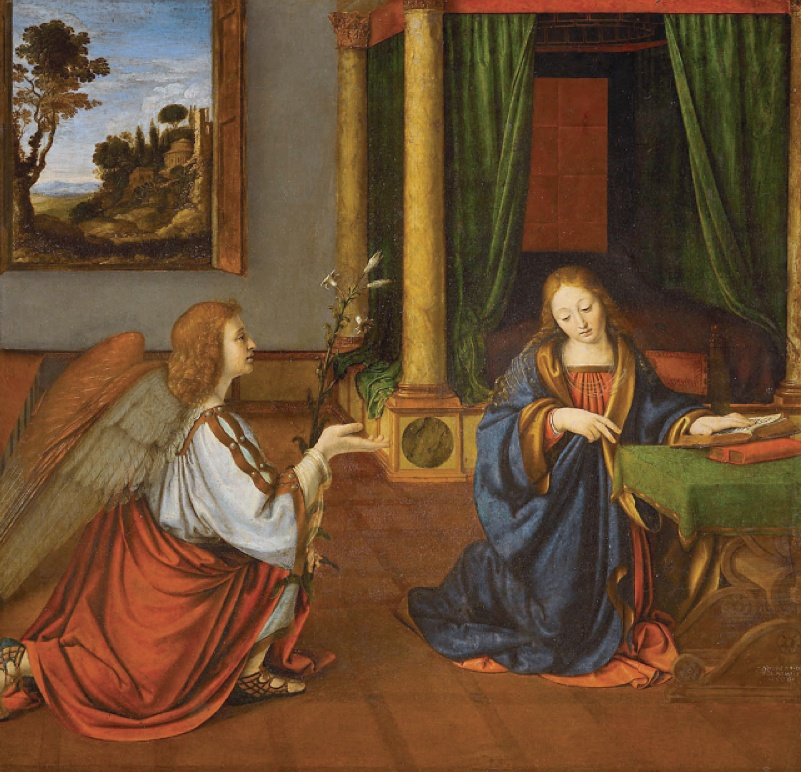
Andrea Solario, Annonciation, Louvre MNR 256
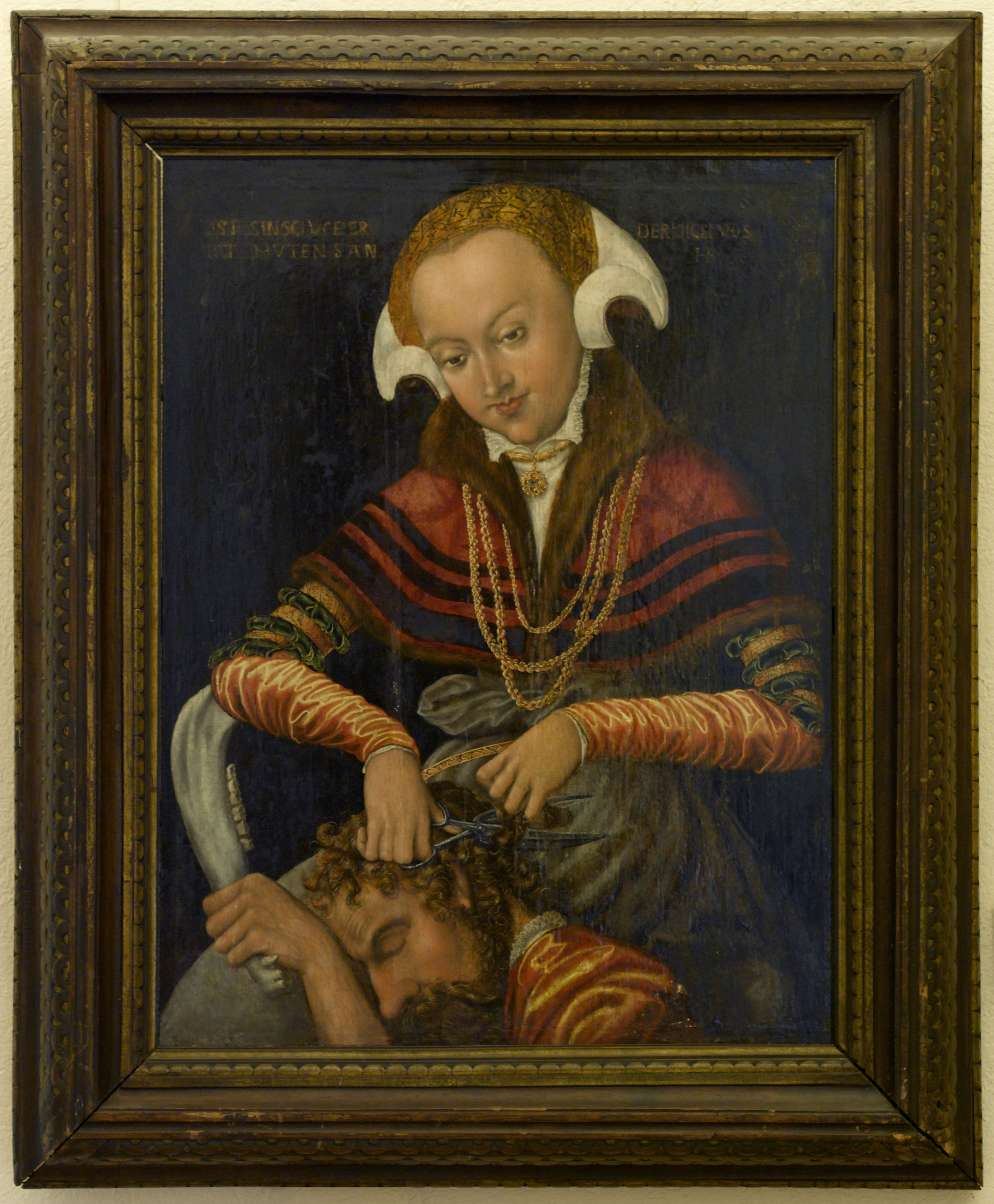
Dalila coupant les cheveux de Samson, musée Anne-de-Beaujeu MNR 362
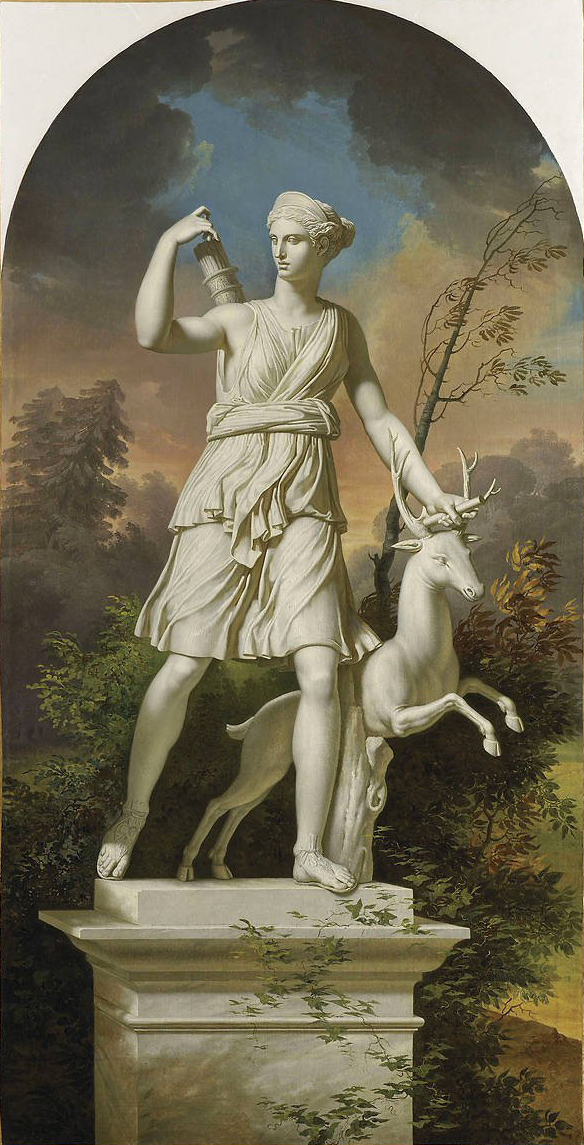
Dianne chasseresse, musée de la Révolution française MNR 603

## Restitutions
En France le gouvernement provisoire confie la responsabilité des restitutions d’œuvres d’art à l’Office des biens et intérêts privés (OBIP), organisme dépendant du ministère des Affaires étrangères chargé de défendre les biens de particuliers appréhendés par l'ennemi pendant la guerre et transportés hors du territoire (automobiles, machines-outils, matériels industriels ou agricoles, biens culturels, etc.). 
Les particuliers ayant été victimes de spoliations sont tenus de déclarer les pertes auprès de l'OBIP. Pour les biens culturels, ces déclarations peuvent également être adressées à la commission de récupération artistique. Elles doivent comporter une description des biens, éventuellement accompagnée de photographies. La commission de récupération artistique traite ainsi 2 443 dossiers de réclamation. Ces réclamations ouvrent droit à restitution quand les objets sont retrouvés. 
Parmi les 61 233 objets rapatriés d'Allemagne :  
- 45 441 ont été réclamés et restitués avant 1950.
- 12 463, non réclamés et considérés comme de valeur secondaire, ont été transférées par l'OBIP à l'administration des Domaines puis vendus en ventes publiques entre 1950 et 1953.
- 2 143 objets ou lots d'objets sont sélectionnés pour leur valeur artistique par les commissions de choix, composées de représentants des musées et de l'OBIP, puis confiés par l'OBIP à la garde des musées, et sont inventoriés MNR, OAR, REC, etc. Ils sont restituables.

En 1946, une exposition est organisée au musée de l'Orangerie qui rassemble les œuvres les plus importantes ramenées d'Allemagne : Les Chefs-d'œuvre de collections privées privées françaises retrouvés en Allemagne par la Commission de récupération artistique et les services alliés, Orangerie des Tuileries, juin-août 1946.
Un Répertoire des biens spoliés en France durant la guerre 1939-1945 a été publié, entre 1947 et 1949, par le Bureau central des restitutions. Il comprend huit tomes, six suppléments et un index des peintres. Il détaille les biens non restitués (car non retrouvés lors des opérations de récupération artistique). Ce répertoire a été numérisé en 2009. Le Catalogue des MNR est directement interrogeable par toute personne.
À la fin des années 1950, le gouvernement fédéral allemand décide d'indemniser les victimes de spoliations. La loi BRüG ouvre aux victimes la possibilité d'être indemnisées dans le cas où le bien a été sorti du territoire français, emmené en Allemagne et jamais retrouvé. L'indemnisation est calculée sur la base de 50% de la valeur du bien au moment de la guerre. Certains grands collectionneurs, comme le baron Cassel, la famille David-Weill, la famille Schloss, les marchands Braci, Bernheim-Jeune, Paul Rosenberg, etc. bénéficient de cette mesure d'indemnisation.
Au milieu des années 1990, à la suite de réunification allemande, la question des biens juifs spoliés ressurgit, en parallèle à la question des comptes bancaires en déshérence. L'ouvrage du journaliste Hector Feliciano, Le Musée disparu (1995), pointe l'existence supposée cachée des MNR au sein des musées. Le discours du président Chirac au Vél d'Hiv en juillet 1995 marque un tournant en ce qu'il reconnaît la complicité de l'administration française dans les persécutions commises contre les juifs pendant la guerre. La mission Mattéoli est chargée d'enquêter sur les spoliations des juifs de France. Au sein des musées, des experts sont chargés de faire la lumière sur le sort réservé aux MNR. Les restitutions de MNR reprennent : on compte plus de 80 restitutions depuis l'existence de la mission Mattéoli.
Ces restitutions sont opérées suivant le dispositif conçu après-guerre : les MNR sont conservés physiquement dans les musées, mais sont placés sous la tutelle juridique du ministère des Affaires étrangères. Les enquêtes de provenance sont conduites par la direction des musées de France ou les musées eux-mêmes. 
L'opposition entre certains musées et ayants-droit donnent lieu à des contentieux. La jurisprudence française change à la suite de l'adoption des Principes de Washington en 1998.
À partir de 2013, un groupe de travail MNR est créé. Présidé par un magistrat de la Commission pour l'indemnisation des victimes de spoliations, il réunit des représentants des musées et du ministère des Affaires étrangères.
Depuis le 1er octobre 2018 et le 16 avril 2019, la Commission pour l'indemnisation des victimes de spoliations et la Mission de recherche et de restitution de biens culturels spoliés 1933-1945, qui dépend du ministère de la Culture, sont chargées d'enquêter et de proposer les restitutions de MNR au Premier ministre. Les délibérations rassemblent des représentants de la CIVS, des experts et des représentants de l'administration (Commissaire du Gouvernement, Ministère des Affaires étrangères, Ministère de la Culture).